# Johann Beckmann (Ökonom)

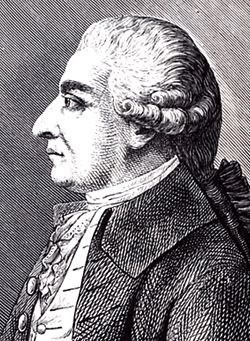
Johann Beckmann

Johann Beckmann (* 4. Juni 1739 in Hoya; † 3. Februar 1811 in Göttingen) war ein deutscher Wissenschaftler in der Zeit der Aufklärung. Sein Hauptwerk zielte auf die Begründung einer allgemeinen Technologie als ganzheitliche Wissenschaft von der Technik und ihren Einsatzmöglichkeiten. Der Begriff „Technologie“ wurde 1772 von ihm eingeführt. Er gilt auch als Begründer der Warenkunde und der kritischen Technikgeschichtsschreibung sowie als einer der Väter der Agrarwissenschaften.

## Leben

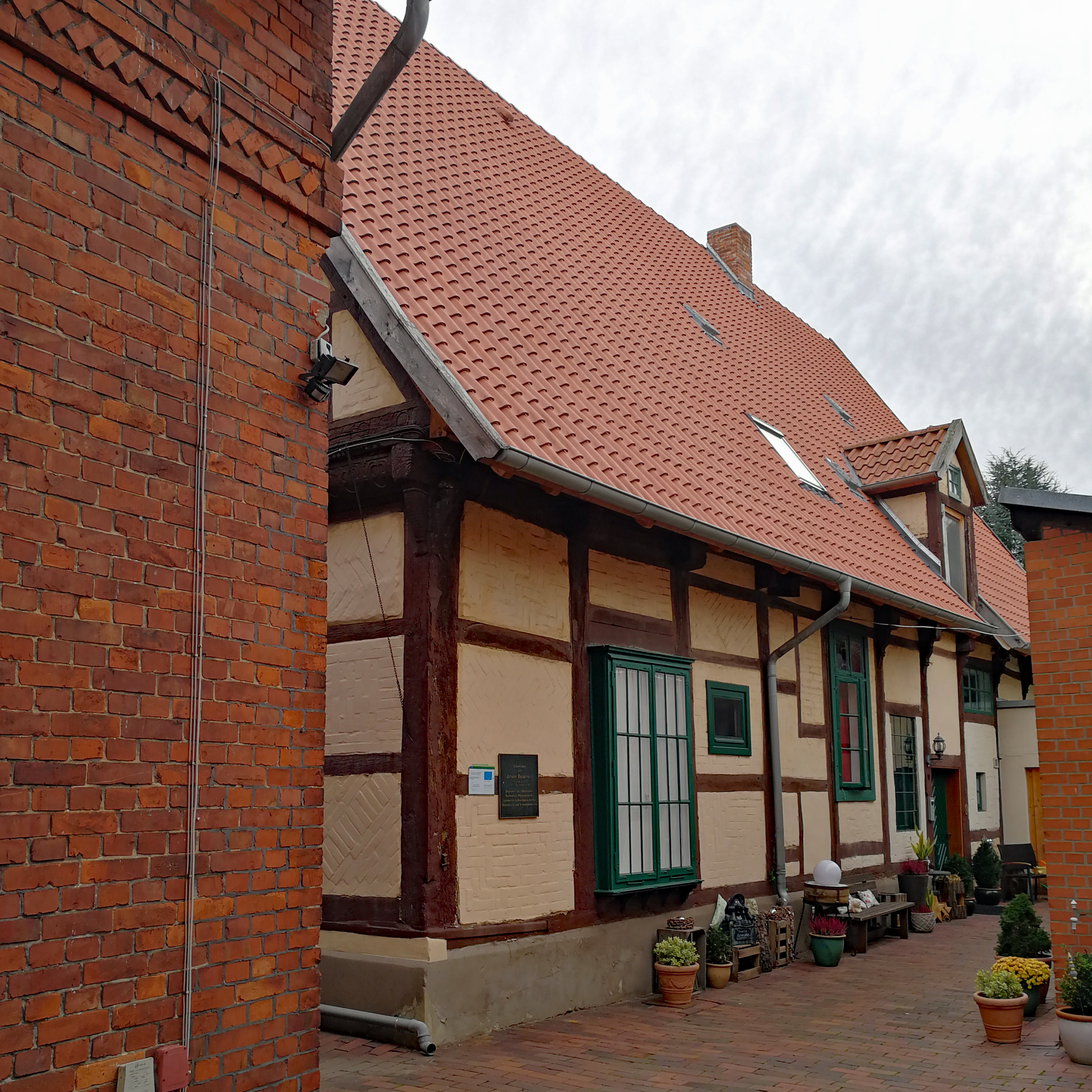
Beckmann-Haus in Hoya (heute Lange Straße 5)

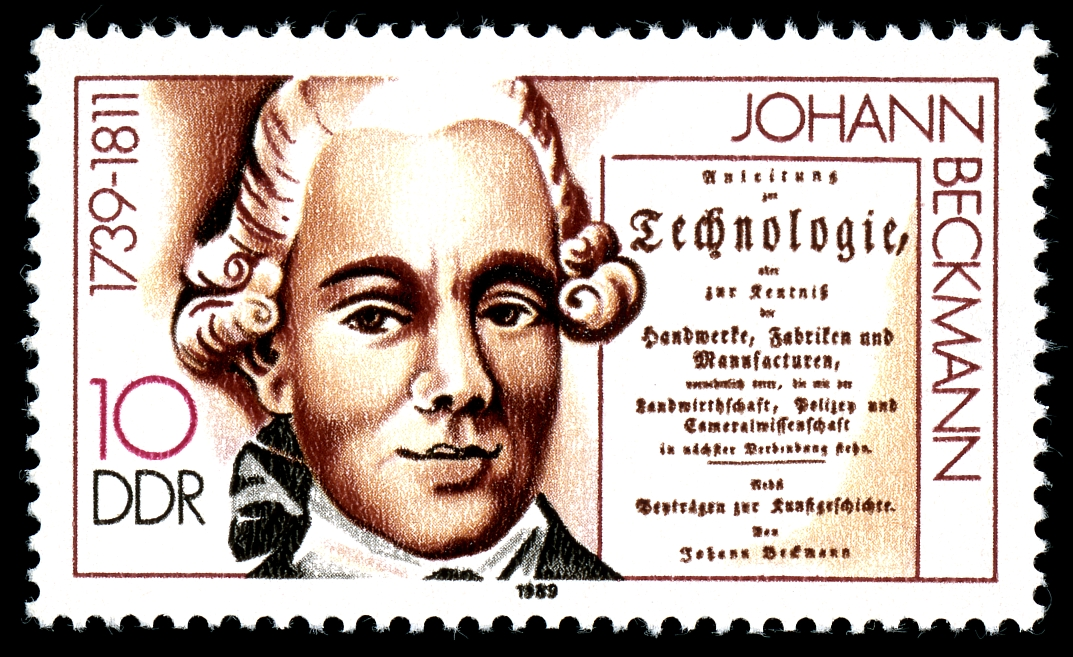
Beckmann auf einer Briefmarke der Serie Bedeutende Persönlichkeiten

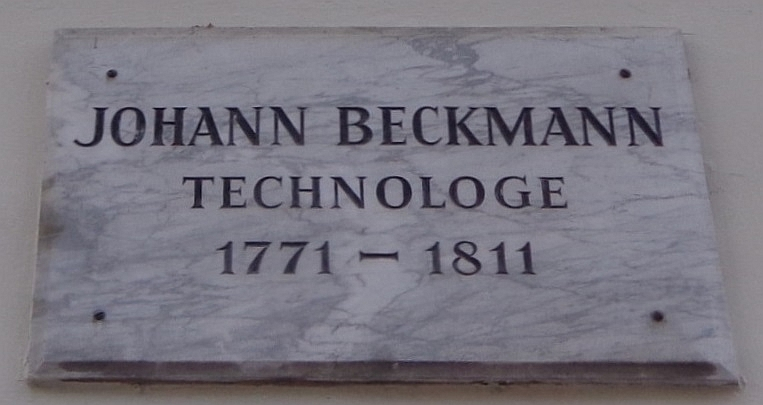
Göttinger Gedenktafel für Johann Beckmann (Paulinerstraße 4)

Beckmann wurde 1739 in Hoya an der Weser geboren, wo sein Vater Postmeister und Steuereinnehmer war; sein Bruder war Nicolaus Beckmann. Er besuchte dort die öffentliche Lateinschule, das Abitur legte er in Stade ab. Ab 1759 studierte er Theologie, Mathematik, Physik und Naturlehre an der Georg-August-Universität Göttingen. Studienreisen führten ihn an einige der seinerzeit bedeutendsten Universitäten Europas.
Ab 1763 war Beckmann Professor der Physik und Naturgeschichte am lutherischen Gymnasium in Sankt Petersburg, zu dieser Zeit verfasste er seine Promotionsschrift. Im Jahr 1765 ging er nach Schweden, wo er u. a. Schüler Carl von Linnés in Uppsala war. 1766 wurde er zum außerordentlichen Professor für Weltweisheit (Philosophie) an die Göttinger Universität berufen. 1770 wurde er ebenfalls in Göttingen zum ordentlichen Professor der Ökonomie und zum Mitglied der Königlichen Akademie der Wissenschaften ernannt.
In seinen Vorlesungen zur Ökonomie verband Beckmann Theorie und Praxis, indem er den Weg eines Produktes vom Rohstoff über die Verarbeitung bis zum Verkauf und sachgerechten Einsatz veranschaulichte. Bald war er so bekannt, dass Studenten aus allen Teilen Europas – unter ihnen Alexander von Humboldt – seine Vorlesungen in Göttingen besuchten. Seine wesentlichen Erkenntnisse veröffentlichte er 1769 in dem Lehrbuch Grundsätze der teutschen Landwirthschaft. Dieses Werk, das sechs Auflagen erlebte, gilt als das bedeutendste landwirtschaftliche Hochschullehrbuch jener Zeit, Beckmann hatte damit für die Landwirtschaft ein eigenständiges wissenschaftliches Lehrgebäude geschaffen. Seine Bedeutung liegt vor allem in der Einführung einer Methodik, die das traditionelle Erfahrungswissen im Landbau unter Einbeziehung naturwissenschaftlicher Erkenntnisse ordnet, systematisiert und klassifiziert.
Wichtigste Leistung Beckmanns ist die Begründung der Wissenschaft von der Technologie. Hierzu untersuchte er systematisch handwerkliche Tätigkeiten nach technischen Prinzipien, um zu beschreiben, wie sich durch den Einsatz von geeigneten Verfahren und Werkzeugen die Arbeit effizienter gestalten ließ.

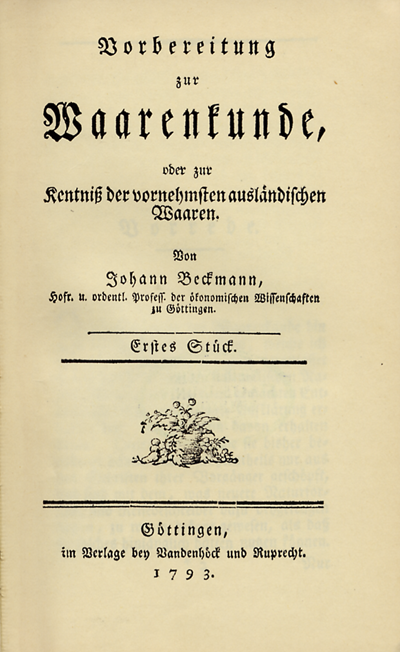
Titelblatt der Waarenkunde (1793)

## Mitgliedschaften und Ehrungen
- 1762 wurde Beckmann im niederländischen Leiden in die dortige Freimaurerloge aufgenommen.
- 1770 wurde er in Göttingen zum Mitglied der Königlichen Akademie der Wissenschaften berufen.[2]
- 1771 folgte die Aufnahme in die Leopoldina.
- 1809 Wahl zum auswärtigen Mitglied der Bayerischen Akademie der Wissenschaften.[3]
- 1809 Wahl zum korrespondierenden Mitglied der Königlich Niederländischen Akademie der Wissenschaften[4]
- 1989 gab die Post der DDR in der Serie „Bedeutende Persönlichkeiten“ eine Briefmarke mit dem Porträt Beckmanns und dem Nennwert zehn Pfennige heraus (DDR Nr. 1027).
- 2000 bekam das Gymnasium in seiner Geburtsstadt Hoya den Namen Johann-Beckmann-Gymnasium (JBG).

## Überlieferung
Der wissenschaftliche Nachlass von Beckmann wird in den Spezialsammlungen der Niedersächsischen Staats- und Universitätsbibliothek Göttingen aufbewahrt.

## Schriften (Auswahl)

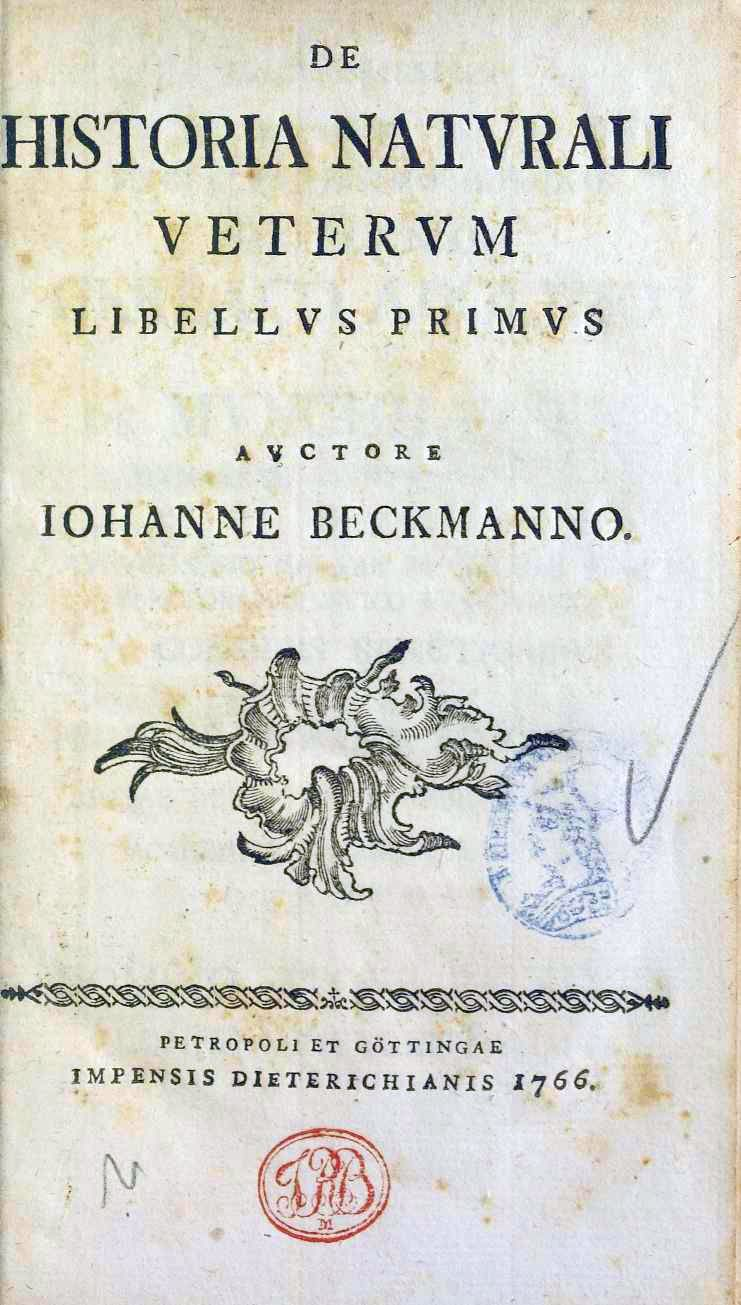
De historia naturalis veterum libellus primus, 1766

- De historia naturalis veterum libellus primus. Johann Christian Dieterich, Sankt-Peterburg 1766 (Latein, beic.it).
- Anfangsgründe Der Naturhistorie. Georg Ludewig Försters, Göttingen 1767 (beic.it).
- Über Einrichtung der oeconomischen Vorlesungen. Göttingen 1767.
- Anleitung zur Technologie. Abraham Vandenhoeck Witwe, Göttingen 1777 (beic.it). 5. Auflage 1809.
- Beyträge zur Geschichte der Erfindungen. 5 Bände, Leipzig/Göttingen 1780–1805.
- Entwurf der algemeinen Technologie. Leipzig und Göttingen 1806.
- Anleitung zur Handlungswissenschaft. Göttingen 1789.
- Vorbereitung zur Waarenkunde. 2 Bände, Göttingen 1795–1800.
- Physikalisch-oekonomische Bibliothek. 23 Bände, Göttingen 1770–1807.
- Grundsätze der teutschen Landwirthschaft. Göttingen 1769; weitere Auflagen 1775, 1783, 1790, 1802 u. 1806.
- Beiträge zur Oeconomie, Technologie, Polizey- und Cameralwissenschaft. 12 Bände Göttingen 1777–1791.
- Anweisung, die Rechnungen kleiner Haushaltungen zu führen. 2. Auflage. Göttingen 1797, 1802.
- Litteratur der älteren Reisebeschreibungen. 2 Bände, 1808–1810.
- Johann Beckmanns Schwedische Reise 1765–1766. (= Uppsala universitets årsskrift Band 2) Almqvist & Wiksell, Upsala 1911 – herausgegeben von Theodor Magnus Fries.

### Monografien
- Alois Kernbauer (Hrsg.): Beckmanns Allgemeine Technologie. Herrn Hofrath Beckmanns Vorlesungen über die Technologie. Vorgetragen zwischen den Jahren 1783 bis 1793. (= Publikationen aus dem Archiv der Universität Graz. Band 38). Graz 2002, ISBN 3-201-01785-X.
- Günter Bayerl u. a. (Hrsg.): Johann Beckmann (1739–1811): Beiträge zu Leben, Werk und Wirkung des Begründers der allgemeinen Technologie. Münster u. a. 1999, ISBN 3-89325-768-3.
- Hans-Peter Müller (Hrsg.): Sozialpolitik der Aufklärung: Johann Beckmann und die Folgen. Ansätze moderner Sozialpolitik im 18. Jahrhundert. Münster u. a. 1999, ISBN 3-89325-733-0.
- Hans-Peter Müller u. a. (Hrsg.): Technologie zwischen Fortschritt und Tradition: Beiträge zum Internationalen Johann-Beckmann-Symposium, Göttingen 1989. Frankfurt am Main u. a. 1992, ISBN 3-631-43368-9.
- Johann Beckmann (1739–1811): Leben und Werk des Begründers der Technologie und bedeutenden Förderers der Warenkunde und Landwirtschaftslehre. Ausstellung der Niedersächsischen Staats- und Universitätsbibliothek Göttingen im Heimatmuseum Grafschaft Hoya 28. Januar bis 29. Februar 1984. hrsg. v. Niedersächsische Staats- und Universitätsbibliothek, Auswahl und Kommentare Bärbel Bendach. Göttingen 1984.
- Wilhelm Franz Exner: Johann Beckmann, Begründer der technologischen Wissenschaft. Vortrag gehalten im K. K. Österreichischen Museum für Kunst und Industrie. Mit Portr. mit einem Anhang von Ulrich Troitzsch, Reprint der Original-Ausgabe Wien 1878, Hoya 1989
- Manfred Beckert: Johann Beckmann (= Biographien hervorragender Naturwissenschaftler, Techniker und Mediziner, Band 68). Leipzig 1983.
- Otto Gekeler: Zu Johann Beckmann: Erinnerungen und Träumereien. Otto Gekeler Selbstverlag, Zirndorf 1997.

### Zeitschriften
- Johann-Beckmann-Journal: Mitteilungen der Johann-Beckmann-Gesellschaft e. V. Berlin / Diepholz: Verlag für Geschichte der Naturwissenschaften und der Technik, 1987ff., ISSN 0942-5020